# Banjarwangi (Pulosari)
Banjarwangi is een bestuurslaag in het regentschap Pandeglang van de provincie Banten, Indonesië. Banjarwangi telt 3395 inwoners (volkstelling 2010).